# Teofrast
Teofrast, starogrčki filozof, koji je po Aristotelovoj želji, nakon njegove smrti, preuzeo vodstvo škole. Od Teofrastovih uradaka, u cijelosti su sačuvana samo djela Karakteri, Sistematika bilja (u devet knjiga) i Fiziologija bilja (u šest knjiga). Ostala, po Diogenu Laertiju oko 400, sačuvana su samo u fragmentima.

## Djela
- Karakteri
- O vjetrovima
- O vatri
- O medu
- O životinjama koje smatramo zavidnim
- O odgoju kraljeva i kraljica
- O izlučivanju
- O glazbi
- O ljubavi
- O sokovima, bojama i mesu
- O izrazu
- O smiješnome
- O pijanstvu
- O spavanju
- Zakoni ubojstva (u dvadeset i četiri knjige - dopuna Aristotelovih Državnih ustava